# '07 Valentine's Day in 武道館
『07 Valentine's Day in 武道館』は、近藤真彦のライブ・ビデオ。2007年5月9日にSony Recordsから発売。

## 概要
自身初のDVD作品である。
映像作品は「Midnight Shuffle」以来の11年6か月ぶりである。

## 収録内容

### DISC1

#### 07 Valentine's Day in 武道館
1. ギンギラギンにさりげなく
2. ハイティーン・ブギ
3. ためいきロ・カ・ビ・リー
4. ブルージーンズメモリー
5. 上海慕情
6. 情熱ナミダ
7. 挑戦者
8. いいかげん
9. ふられてBANZAI
10. TOKYO-L.A.-N.Y.
11. グロリア
12. 爆走レイル・ロード
13. Z
14. ティーンエイジャー・ウエディング
15. ミッドナイト・シャッフル
16. 大将
17. 愚か者
18. アンダルシアに憧れて
19. 夕焼けの歌
20. 上海慕情
21. スニーカーぶる～す（Encore）
22. ヨコハマ・チーク（Encore）
23. Baby Rose（Encore）

### DISC2
1. 密着 2.14.2007
2. Talk Time 2.14.2007

#### Surprise Show 2.14.2007
1. ウォンテッド
2. YOUNG MAN

#### 06 Valentine's Day In 武道館 Digest
1. Opening～挑戦者
2. Made in Japan
3. Special Talk1
4. ロイヤル・ストレート・フラッシュ
5. Special Talk2
6. 一番野郎
7. Ballade Medley
8. ケジメなさい
9. Special Talk3
10. Hit Medley
11. 夕焼けの歌 ～ Special Talk4
12. 公開記者会見
13. あぁ、グッと ～ special Talk5
14. 大将 ～ special Talk6